# 查尔斯·伯尔登
小查尔斯·弗兰克·伯尔登（英語：Charles Frank Bolden, Jr，1946年8月19日—），前美國太空總署署長，退役美國海軍陸戰隊少將。1968年畢業于美國海軍學院，成為美國海軍陸戰隊飛行員和试飞员；於1980年被選入成為一位美國太空人，执行过STS-61-C、STS-31、STS-45以及STS-60任务。
2009年5月23日，美國總統奧巴馬宣佈提名伯尔登擔任美國太空總署署長，於2009年7月15日由參議院確認；2017年1月20日卸任。